# Light Up the Sky
Light Up the Sky é o quarto álbum de estúdio da banda The Afters, lançado a 14 de setembro de 2010.

## Faixas
1. "Light Up the Sky" - 3:38
2. "Lift Me Up" - 3:34
3. "Start Over" - 4:04
4. "Runaway" - 4:50
5. "I Am Yours" - 3:53
6. "Life Is Sweeter" - 3:29
7. "Say It Now" - 4:15
8. "We Won't Give Up" - 3:09
9. "Saving Grace" - 3:38
10. "For the First Time" - 5:21